# Лара Фабијан
Лара Софи Кати Крокарт (хол. Lara Sophie Katy Crokaert; Етербек, 9. јануар 1970), познатија под својим сценским именом Лара Фабијан (хол. Lara Fabian), канадска је и белгијска кантауторка и глумица.
Говори више језика, те своје песме пева на француском, италијанском и енглеском. Иако не говори течно ниједан језик, неке од песама певала је на шпанском, португалском, руском, поводом шездесетогодишњице Дана независности Израела на хебрејском, као и на немачком језику верзију песме Croire, са којом је представљала Луксембург на Песми Евровизије 1988. Такође, говори помало холандски, односно фламански језик. До сада, продала је преко 18 милиона плоча широм света, а вокални опсег јој обухвата четири октаве.

## Биографија

### Детињство и младост
Рођена је у Етербеку, Белгија. Отац Пјер Крокарт је фламанског порекла, а мајка Луиса Фабијано сицилијанског. Лара је првих пет година живота провела у Катанији, родном граду своје мајке, пре него што се вратила у Белгију, тачније у Брисел. Главна личност из филма Доктор Живаго, инспирисала је њене родитеље да јој дају име Лара. У раном узрасту почела је да пева, игра и иде на часове клавира, а формално музичко образовање почела је да стиче у осмој години. Током десетогодишњег школовања, почела је да пише и објављује своје песме, на које је у великој мери утицала њена музичка школа класичног типа, као и савремени уметници, попут Барбре Страјсенд и групе Квин.

## Каријера

### 1986—1993: почеци каријере
Током осамдесетих година 20. века, Лара Фабијан учествовала је на бројним европским музичким такмичењима и освојила неколико награда. После освајања награде на једном од ових такмичења, године 1986. издала је свој први сингл, L'Aziza est en pleurs / Il y avait. Оба је написао белгијски композитор Марк Лерш, као омаж покојном француском певачу Данијелу Балавоану.
Године 1988, РТЛ ТВ канал у Луксембургу позвао је Лару да представља земљу на 33. Песми Евровизије, одржане те године у Даблину, Ирска. Песма са називом Croire, са којом је Фабијанова представљала Луксембург, компоновали су Жак Карда и Ален Гарсијак, а освојила је четврто респектабилно место. Иначе, те године је победу за Швајцарску однела Селин Дион са песмом Ne partez pas sans moi. Та победа је означила почетак Селинине дуге каријере, иначе Ларине франкофоне пријатељице. Са око 500.000 продатих примерака, песма Croire је постала хит сингл те године у Европи.
Године 1990, Лара и њен пријатељ и музички сарадник, Рик Алисон преселили су се у Монтреал, како би она започела каријеру у Северној Америци. Основали су своју музичку издавачку кућу, Productions Clandestines. Неколико година раније, Рик је први пут срео Фабијанову у џез бару у Бриселу и био импресиониран њеним извођењем песме Summertime, иначе арију коју је компоновао Џорџ Гершвин. Након тога, константно су радили на писању и снимању нових песама.

### 1994—1996: пробој у каријери иCarpe diem
Сталне турнеје по Квебеку и албум Carpe diem из 1994. године, помогли су јој да направи пробој у каријери. Албум је достигао златни тираж за мање од три недеље након његовог издавања, а изродио је три хит сингла: Tu t'en vas, Si tu m'aimes и Leïla. Наредне године, албум је постао троструки платинасти и Ларина турнеја привукла је више од 150.000 фанова. Успех албума овековечен је 1995. године, када је Фабијанова освојила две Félix награде: за најбољи шоу године и најбољег женског певача године, категорију чијег победника бира публика.
У јануару 1995, Серж Лама је на свом концерту у Паризу позвао Лару да му се придружи на сцени Конгресне дворане, како би заједно отпевали песму Je suis malade, коју је она обрадила на албуму Carpe diem. Импресиониран реакцијом публике на њихов дует, Серж је од Ларе затражио да отпева сама песму, што је одушевило публику.
Године 1996, компанија Волт Дизни замолила је Лару да позајми глас лику Есмералде у француској верзији анимираног филма Звонар Богородичине цркве, што је овековечило њен глас. Компанија Дизни је у филм убацила и Ларину верзију песме Que Dieu aide les exclus на енглеском језику, иако је већ постојала верзија Бет Мидлер, што је био јединствен потез за компанију.

### 1997—1999: међународни успех,PureиLive
После успеха албума Carpe diem, Фабијанова је потписала уговор са француском музичком издавачком кућом Polydor за неколико наредних албума, а Pure је објављен у јуну 1997. године. Албум је продат у преко два милиона примерака само у Француској и достигао је платинасти тираж за мање од две недеље. Сваки од синглова: Tout, Je t'aime и Humana, продат је у више од милион примерака, а песма La Différence је постала химна антихомофобичних особа. Опет је добила награду Félix, али овај пут за најпопуларнији албум године. Такође, била је номинована за две награде Џуно, у категоријама за најбољу певачицу и најпродаванији албум на француском језику.
У јануару 1998, Лара је отпевала дует са Џонијем Холидејом на добротворном концерту за организацију Restos du Coeur у Француској. Касније су, у склопу Џонијеве турнеје, извели ову песму пред 240.000 фанова на Стад де Франс. У то време, Фабијанова је имала два распродата концерта у дворани L'Olympia. Месец дана касније, на том истом подијуму, Лара је добила награду као откриће године током церемоније Victoires de la Musique. Такође 1998. године, издавачка кућа Polydor пустила је у продају у Европи њен канадски хит албум, Carpe diem, а њена међународна популарност је порасла. Чувени музеј воштаних фигура Гревин направио је воштану фигуру Ларе, што је претходно учинио Градски музеј у Квебеку, чиме је она постала прва канадска певачица коју је почаствовала нека париска институција.
Највећи део јесени 1998 провела је у Француској, где је кренула на велику турнеју у 24 града, укључујући Париз, Лион, Марсеј, Женеву и Монако. Током ове распродате концертне турнеје, Лару је слушало више од 150.000 људи. У новембру 1998, Фабијанова је добила Félix награду за уметника са највише признања ван Квебека. У децембру, Лара је изабрана за откровење године у избору магазина Paris Match, који ју је том приликом ставио на насловну страну.
У марту 1999, Фабијанова је издала свој први лајв албум, једноставно назван Live, који је дебитовао на броју један на француској топ-листи. То јој је помогло да потврди међународну популарност, а након тога, добила је понуду од дискографске куће компаније Сони.
У мају 1999, у Монаку је награђена у склопу World Music Awards, где је добила награду за најпродаванију плочу године за албум Pure. У јулу 1999, са преко 6 милиона продатих плоча широм Европе, Polydor је у продају пустио и албум Lara Fabian, њен дебитантски из 1991. године. Ова европска верзија албума садржи незнатне модификације, као што је нови омот и додавање хит сингла Croire.

### 1999—2001: проширење успеха у САД и Латинској Америци
У лето 1999, Лара је снимила први албум на енглеском језику, симболично назван Lara Fabian, у Њујорку и Сан Франциску за издавачку кућу Сони. Песме су написали и компоновали њени партнери Рик Алисон, Дејв Пикел, Волтер Афанасјеф, Глен Баљард и Патрик Леонард.
Денс-поп песма I Will Love Again, њен први енглески сингл, достигао је број један на листи Hot Dance Club Songs. Такође, на Билборд хот 100 песма је заузела 32 место, десето на Adult contemporary music листи, а нашла се и на неколико других међународних топ-листа. Балада Love By Grace, на Adult contemporary music листи, заузела је 24 место. У фебруару 2001, Love By Grace постала је почетна тема у бразилској теленовели Породичне сплетке, коју су пратили милиони гледалаца у Бразилу и Португалији. За неколико недеља, песма је заузела прво место на већини бразилских и португалских радио-станица.
Трећи сингл, такође денс-поп песма, I Am Who I Am коју је ремиксовао Хекс Хектор, постала је андерграунд хит, али није ушла ни на једну званичну топ-листу. У међувремену у Европи, сингл Adagio, заузео је пето место на француској и треће на белгијској топ-листи.
Сам албум је дебитовао на првом месту билбордове Heatseekers листе, достигао број један на француској листи, као и број два на белгијској. За азијску верзију албума, Фабијанова је сарађивала са америчко-тајванском поп звездом Лихом Вангом, на песми Light of my life.
Током овог периода, Лара је снимила пар песама за неколико холивудских филмова, као што су The Dream Within за филм Final Fantasy: The Spirits Within и песму For Always за филм A.I. Artificial Intelligence. Песма For Always снимљена је у две верзије; једна верзија је Ларин соло, а друга верзија је дует са певачем Џошом Гробаном. Појавила се у филму De-Lovely, где је певала песму Кола Портера заједно са Мариом Франгулисом.

### 2001—2003: повратак француским коренима,NueиEn toute intimité
Албум Nue је Ларин четврти албум на француском, објављен у јесен 2001. године у Квебеку и Француској, што је значило да се вратила својим почецима и певању на француском. Изјавила је да су доживљаји око првог албума на енглеском била интензивни, иако критички добри, лично исцрпљујући. Nue је за Лару и њеног партнера и продуцента, Рика Алисона, документација њиховог емоционалног стања у претходних неколико година. Поред изузетне вокалне снаге, албум је слушаоцима приказао Лару као много рањиву и крхку. Месец дана пре издавања албума, у лето 2001 објављен је први сингл, а била је то химна J'y crois encore, која се нашла међу 20 најслушанијих у Француској. Албум је достигао број један у Белгији и број два у Француској, али највећа слушаност је била у Квебеку. Уследили су други синглови, међу којима и Immortelle, Ларин лични фаворит, јака песма која је стално на репертоару њених концерата. Песма Aimer Déjà је такође објављена као сингл 2002. године, заједно са синглом Tu es mon autre, заправо дуетом са белгијском пријатељицом и певачицом Моран, који је био номинован за песму године и достигао топ пет у Француској. Сингл је постало још један заштитни знак у каријери Ларе Фабијан, а она га је много пута извела са другим уметницима, укључујући и ону изведбу са Риком Алисоном током њене турнеје 2002. године. Поред тога, овај албум је објављен у Португалу и ушао је међу првих 10 на листама током јесени 2001, као последица огромног успеха њеног претходног албума на енглеском језику.
Такође 2001, у сарадњи са Девидом Фостером и Ванкуверском филхармонијом, прерадила је химну Канаде као енглеску, француску и двојезичну верзију, у склопу промоције владе Канаде.
Године 2002, Лара је снимила песму World At Your Feet коју је компоновао Гари Барлоу, за потребе видео-игре World Soccer Championship. Пред крај 2002, Лара је објавила свој други лајв албум, опет симболично назван Live 2002, са њене последње турнеје заједно са ДВД снимцима концерата одржаних у децембру 2001 у Белгији и у Паризу.
Са почетком 2003, поново је кренула на турнеје. Сваког понедељка увече, одржавала је концерте у Casino de Paris, али овог пута били су интимнији, а атмосфера акустична. Акустични скупови представили су једну нову Лару Фабијан коју су публика и јавност више поштовали. Током ове турнеје, Моран и Данијел Лавоа појављивали су као гости, певајућу са њом Tu es mon autre и Je suis mon coeu. Ови акустични концерти су пуштени у продају као ДВД крајем 2003, под називом En toute intimité, што би у преводу значило У приватности.

### 2004:A Wonderful Life, други албум на енглеском језику
Године 2004, објавила је A Wonderful Life, други албум на енглеском језику. Пројекат је био комерцијално неуспешан, али критичари су похвалили њен рад. Албум није ни близу био успешан као претходни, али приказао је нови заштитни знак Ларе Фабијан, као и њен будући музички стил. Због рада француског гитаристе Жан-Фелиса Лалана, као и продуцената Дезмонда Чајлда, Андерса Багеа и британског тима састављеног од певача Гарија Барлоуа и Елиота Џона Кенедија, звук на албуму је био више органски. Најзначајнија песма са овог албума је, као што је Лара изјавила за промотивни интервју, Review My Kisses. Песму је написао Десмонд Чајлд, планирајући притом да ће је само Лара снимити, али 2002. године, то је учинила и певачица Лијен Рајмс.
Први радијски сингл био је The Last Goodbye у САД и већини других земаља, осим Француске. Премијера спота била је у португалској емисији Herman Sic, један дан пре него што је албум пуштен у продају. У међувремену, Лара је одлучила да објави друге песме у Француској, с обзиром да је The Last Goodbye превише америчка песма за публику која је навикла на њен стил. Заједно са спотом, објавила је песму No Big Deal. Ниједна од песама није постигла већи успех, што се делимично може приписати Лариној одлуци да се повуче из пројекта, као и због сукоба са компанијом Сони. Албум није промовисан, а објављивање је отказано у Сједињеним Државама.
Само једна песма са албума, I Guess I Loved You, била је запаженија, јер је убачена у бразилску теленовелу. Бразил је и даље једна од земаља која са истом страшћу воли Ларине песме, те стога је ова песма изабрана као тема за теленовелу Senhora do Destino. Песма је, исто као и Love By Grace из 2001, постала велики хит у Бразилу, али и Португалу из истих разлога, иако никада није званично објављена, или промовисана.
Остатак 2004, Лара је провела у готово потпуној изолацији од музичке сцене и медија, напустивши промовисање другог албума на енглеском. Новине су спекулирале да Лара болује од озбиљне болести, у толикој мери да је била приморана да се појави на кратком интервјуу, како би објаснила неке од разлога зашто је нема на сцени и зашто се вратила у родну Белгији, остављајући Квебек, где је живела у Вестмаунту скоро 15 година.

### 2005—2006: нови музички правац,Un Regard 9и9
У марту 2005, поново се појавила на музичкој сцени у Француској, као и у Канади, са својим петим албумом на француском, названим 9. Према њеној изјави, назив симболично представља промену и поновно рођење, крај једног временског периода у животу, а истовремено почетак другог. Албум је означио сасвим други правац у музичком и личном животу Ларе Фабијан, другачије је изведен, са глаткоћом, спокојством и са пуно радости, далеко од дубоких и драматични песама са претходних албума.
Албум 9 изродио је хит сингл, La Lettre, песму коју је Лара заједнички написала и компоновала са њеним новим партнером, Жан-Фелисом Лаланом. Такође, заједно су написали још 11 песама са овог албума. Други синглови су Ne lui parlez plus d'elle, Un Ave Maria, Il ne manquait que toi, као и песма инспририсана госпелом, L'homme qui n'avait pas de maison.
Успех албума 9 је запечаћен огромном турнејом под називом Un Regard 9. Турнеја се састојала од више од 60 концерата у Француској, Белгији, Швајцарској, Либану, Русији, Квебеку, Турској, Луксембургу, Маурицијусу, француским прекоморским територијама на Карибима и у Океанији. По први пут наступала је у Португалу, певајући песме са њених албума на енглеском, као и неколико песама на француском, међу којима и La Lettre.
У октобру 2006, Фабијанова је објавила ЦД и ДВД ове турнеје, оба под називом Un regard 9 Live. И ЦД и ДВД снимљени су током Лариног концерта 29. марта 2006. у Ле Зенит дворани у Паризу. На ЦД-у се налази 15 лајв наступа, као и потпуно нова песма, Aime, која је снимљена у студију у Монтреалу. Песма је снимљена на енглеском и француском језику, иако је верзија на француском једина званично објављена. Aime је у почетку била изведена уживо током неколико концерата у Белгији, као поклон за фанове у родној јој Белгији, али ентузијастички коментари натерали су Лару да песму сними и убаци је на предстојећи албум. На ТВ емисијама, где је Фабијанова промовисала песму као сингл, публика је своје руке дизала у ваздух у облику срца, што је постало симбол за песму и њено значење.

### 2006—2007: италијанска сарадња и концерти у Европи
Према изјавама на њеном званичном сајту из 2006. године, њен следећи студијски албум је требало да буде њен први на италијанском језику. Том приликом, неколико детаља је објављено, али не и они да већ сарађује са наполитанским певачем и текстописцем, Ђиђијем Деалесиом, који се појавио као гост током једног њеног концерта, и чији се наступ нашао као бонус на Ларином недавно издатом лајв албуму, Un Regard 9. Заједно су снимили песму под називом Un Cuore Malato, коју су премијерно отпевали током четврте ноћи на фестивалу у Санрему. Такође постоји и француско—италијанска верзија овог дуета, названа Un Cœur Blessé, а премијерно је представљена у лето 2007. године.
У јуну 2007, Лара је у Риму и Лос Анђелесу радила на снимању песама за њен албум на италијанском. У међувремену, сингл Un Cuore Malato постао је број један на италијанској, а број 16 на француској топ-листи. Током времена проведеног у Лос Анђелесу, радила са Дејвидом Стјуартом и Гленом Баљардом, бившим продуцентом Аланис Морисет, на свом вишејезичном албуму који је требало да се састоји од песама на енглеском, шпанском, француском, италијанском, као и неколико других језика, налик албумима певача као што су Џош Гробан, Марио Франгулис и Расел Вотсон, са којима је Лара раније сарађивала. Овај албум је требало да буде објављен крајем 2008. Фабијанова је пре извесног времена открила да је написала песму са Дејвидом Стјуартом под називом Between Hatred And Love, као и неколико нумера са Гленом Баљардом везаних за овај албум. Баљард је раније компоновао нумеру за Лару под називом Ivy која се налазила на Б-страни сингл Adagio издатог 1999. године.
Такође 2007, Фабијан је у Квебеку одржала два концерта за редом у Олимпији де Монтреал, приликом поновног отварања овог позоришта након дугог реновирања, представљајући публици у Квебеку делове њене турнеје у Европи. Поред тога, Лара је одржала приватне акустичне концерте у земљама као што су Португалија, Турска и Русија. Дана 14. октобра 2007, Лара се појавила као гост изненађења на концерту Ђиђија Деалесија у Француској на чувеној позорници Олимпија у Паризу, само неколико дана пре рођења ћерке. Фабијанова је изненадила све појавом и извођењем њиховог популарног дуета Un Cuore Malato, а концерт је емитовала једна италијанска ТВ станица.

### 2009: повратак на музичку сцену иToutes les femmes en moi
Неколико месеци након рођења ћерке 2007. године, вратила се на музичку сцену концертима у Украјини, Русији и Грчкој. У Грчкој је била гост на концерту славном тенору Марију Франгулису, са којим је претходно направила дует So In Love за потребе филма De-Lovely из 2004. године. Такође, поводом шездесетогодишњице Дана независности Израела, певала је дует на хебрејском са израелском певачицом Ноа.
На интервјуу за руску радио-станицу Серебряный Дождь, пре концерта у Москви, Лара је изјавила колико је волела и колико се дивила покојном певачу Грегорију Лемаршалу и тврдила је да је био њен омиљени учесник из свих седам издања Star Academy, француској верзији Операције Тријумф. Такође, постављено јој је питање шта мисли о талент—емисијама које су донеле толико људи у свет музике, на шта је она одговорила са „Ко смо ми да судимо [...] Ови млади људи не знају како то машина ради, али исто тако не можемо да убијемо њихове снове, зар не?“. У склопу интервјуа, певала је песму Саре Маклелан, Angel, коју је специјално за преминулог Лемаршала извела током њеног концерта у Москви.
Током 2008, Фабијанова се у Белгији припремала за снимање новог албума на француском са познатим пијанистом Марком Херсковицем, са којим је већ сарађивала на компоновању и аранжирању скривених инструментала на албуму Nue. Албум је већином сниман у Монтреалу, Канада. Претпостављало се да ће овај албум бити „вишејезични“ пројекат, као што је већ поменуто, с обзиром на чињеницу да су песме на шпанском, италијанском, и енглеском језику требало да се нађу на њему.

### 2010—2012:Tour Les Femmes Font Leur ShowиMademoiselle Zhivago
Током прве половине 2010, Фабијанова је кренула на европску турнеју широм Француске, Швајцарске и Белгије, изводећи главни репертоар са њеног последњег албума Toutes les femmes en moi уз неке класике и најтраженије песме. Такође, опет је морала да промени начин наступа у источној Европи, са више акустичне музике, клавира, али овога пута је обухватила и неке песме са албума на енглеском језику, Every Woman In Me.. У септембру 2010, коначно је у Квебеку објавила свој албум сниман 2009. године Toutes les femmes en moi, након недељу дана промоције. На албуму се нашла нова верзија песме Nuit Magique која је снимљена као дует са канадском певачицом Корал Еган.
Касније исте године, објавила је албум у Русији и Украјини под називом Mademoiselle Zhivaga, који се састоји од једанаест песама на различитим језицима које је компоновао руски композитор Игор Крутој. Mademoiselle Zhivago је прича о жени која проживљава различите животе током година и векова, те има посебну везу Лариним пореклом и породицом. Цео пројекат је, не само музички, већ и кинематографски, јер су се за свих 11 песама снимали различити видео-снимци, који у целини стварају један велики филм, који је режирао украјински продуцент Алан Бадоев.
Читав низ песама који су саставили Фабијанова и Игор Крутој су на енглеском, француском, италијанском, шпанском и руском језику. Фабијанова је током једног фестивала у Летонији отпевала Demain n'existe pas, те том приликом извела први пут неку од ових песама. Лара Фабијан је веома успешна у Источној Европи, а понајвише у Русији и Украјини, где је одржала низ концерата, представљања нових песама, као и учествовања у бројним телевизијским музичким емисијама.
Дана 30. јануара 2011. године, Лара је певала песму Always на церемонији отварања Азијских зимских игара у Астани, Казахстан. У марту 2011, на позив председника Рамзана Кадирова, Лара је отпутовала у Чеченију у склопу промоције Међународног дана жена. Њено присуство изазвало је контроверзу, јер је Рамзан Кадиров редовно оптуживан за гажење људских права у својој земљи, покушавајући да успостави исламизацију силом и створи климу терора међу становништвом преко својих криминалних пракси. Лариним учешћем у званичним свечаностима, активисти за људска права оптужили су је за „легитимисање кривичног режима“.

## Дискографија
| Година | Назив              | Издавачка кућа | Топ-листа | Топ-листа | Топ-листа | Топ-листа |
| Година | Назив              | Издавачка кућа | ФРА       | НЕМ       | ШВА       | АУС       |
| ------ | ------------------ | -------------- | --------- | --------- | --------- | --------- |
| 1991   | (језик: француски) | Јуниверсал     |           | –         | –         | –         |
| 1994   |                    | Јуниверсал     | 4         | –         | –         | –         |
| 1996   |                    | Јуниверсал     | 3         | –         | –         | –         |
| 1999   |                    | Јуниверсал     | 1         | –         | –         | –         |
| 1999   | (језик: енглески)  | Сони           | 1         | 26        | 14        | 24        |
| 2001   |                    | Јуниверсал     | 2         | –         | 10        | –         |
| 2002   |                    | Јуниверсал     | 10        | –         | 61        | –         |
| 2003   |                    | Јуниверсал     | 6         | –         | 31        | –         |
| 2004   |                    | Сони           | 8         | 80        | 18        | –         |
| 2005   |                    | Јуниверсал     | 3         | –         | 32        | –         |
| 2006   |                    | Јуниверсал     | 7         | –         | –         | –         |
| 2009   |                    | Јуниверсал     | 3         | –         | 41        | –         |
| 2010   |                    | Јуниверсал     | 172       | –         | 97        | –         |